# Kapela sv. Marije Magdalene (Hum Košnički)
Kapela sv. Marije Magdalene   je rimokatolička građevina u mjestu Hum Košnički, općini Desinić zaštićeno kulturno dobro.

## Opis dobra
Pravilno orijentirana jednobrodna kapela smještena je na brijegu nasuprot Velikom Taboru. Osnovnu tlocrtnu dispoziciju čine lađa i uže, poligonalno svetište koji su međusobno odvojeni polukružnim trijumfalnim lukom. Na zapadu je smješteno pjevalište, a sjeverno uz svetište sagrađena je sakristija trapezoidnog tlocrta. Zaključni zid svetišta artikuliran je nišama između kojih su ostaci zidnog oslika iz 18. ili početka 19. st. U unutrašnjosti se nalaze glavni rokoko oltar, propovjedaonica i orgulje iz 18. st. te bočni oltari sv. Vida i sv. Antuna iz 19. st. Kapela je značajna po sačuvanim elementima iz različitih faza gradnje, karakterističnom ornamentalnom vanjskom osliku te masivnom zvoniku.

## Zaštita
Pod oznakom Z-2633 zavedena je kao nepokretno kulturno dobro - pojedinačno, pravnog statusa zaštićena kulturnog dobra, klasificirano kao "sakralna graditeljska baština".